# GAORA
株式会社GAORA（ガオラ、英: GAORA INCORPORATED）は、CSデジタル放送を行っている衛星基幹放送事業者。スポーツ専門チャンネル「GAORA SPORTS（ガオラ・スポーツ）」を運営している。
MBSメディアホールディングスの連結子会社である。スカパー!（東経110度CS放送）で放送を行っているほか、スカパー!プレミアムサービス、ケーブルテレビジョン、ひかりTVなどに番組を供給している。
日本プロ野球の阪神タイガース戦・北海道日本ハムファイターズ戦をはじめ、サッカー、アメリカンフットボール等のワールドスポーツや、吉本興業のお笑い番組などを中心に編成。
また、放送部門以外にもスポーツコミュニティサイト「SPORA」、オンラインショップなどを運営している。

## 事業所
- 本社・演奏所：大阪市北区茶屋町17-1 毎日放送M館8階（郵便番号530-8304）[1]
- 東京支社：東京都港区赤坂6-6-20 赤坂DTビル3階（郵便番号107-0052）[5]

## 沿革
- 1989年12月1日 - スペースビジョンネットワーク（SVN）を設立。
- 1990年4月1日 - ケーブルテレビ向けの番組配信事業を開始。チャンネル名は「スペースビジョンネットワーク（SVN）」。
- 1993年10月1日 - チャンネル名を「GAORA」に変更して、アナログ衛星放送スカイポートTVS-3chにて放送開始(開始時の視聴料金は350円だった)。GAORAは戦う者の雄叫びや[6]、トッププレイヤーの勝負にかける執念・エキサイティングな放送を目指す思いを表す「ガオ」と古代エジプトの太陽神「ラー」を合わせた物とした[7]。
- 1996年10月1日 - パーフェクTV!（のちのスカパー!プレミアムサービス（標準画質））Ch.302で放送開始。
- 1997年12月1日 - ディレクTVCh.130で放送開始。
- 1998年6月30日 - スカイポートTVの放送を終了。
- 2000年9月30日 - ディレクTVでの放送を終了。
- 2002年7月1日 -  スカイパーフェクTV!2（現：スカパー!）Ch.254で放送開始（委託放送事業者（現・衛星基幹放送事業者）はアクティブ・スポーツ・ブロードキャスティング）。
- 2008年10月1日 - チャンネル名がGAORAとなって15周年を機に、チャンネルロゴを一新。
- 2009年
  - 4月1日 - 社名を「株式会社スペースビジョンネットワーク」から「株式会社GAORA」に変更。ケーブルテレビ、ひかりTV向けにハイビジョンでの配信（チャンネル名は「GAORA HD」）を開始[8][9]。
  - 10月 - スカパー!HD（現：スカパー!プレミアムサービス）にてハイビジョン放送開始。
- 2012年
  - 2月23日 - 総務大臣より衛星基幹放送業務（東経110度CS・HDTV・16スロット）の認定を受ける[10]。
  - 12月1日 - スカパー!にてハイビジョン（HD）放送とデータ放送（気象警報・津波警報・注意報）を開始。同時にプレミアムサービスを含め字幕放送を開始。字幕放送はリアルタイム字幕放送形式を含めたほぼ全ての番組で実施される。これに伴い、スカパー!の衛星基幹放送事業者をアクティブ・スポーツ・ブロードキャスティングからGAORAに変更。
- 2014年
  - 1月1日 - 視聴料を945円（スカパー!、スカパー!プレミアムサービス（標準画質））、1300円（スカパー!プレミアムサービス）から1260円に変更。
  - 4月1日 - 名称を『GAORA』から、『GAORA SPORTS』に変更。
  - 5月31日 - スカパー!プレミアムサービスにて標準画質放送を終了し、ハイビジョン放送に完全移行した。
- 2016年
  - 12月1日 - スカパー!プレミアムサービスの衛星一般放送事業者が、スカパー・ブロードキャスティングからスカパー・エンターテイメントに変更。
- 2018年
  - 5月22日 - ネットテレビサービス用チャンネル『GAORA Bros.』を開始[11]。
  - 9月3日 - 本社を茶屋町にある毎日放送M館8階に移転[1]。
  - 10月1日 - 新マスター等、放送設備稼働開始[1]。
- 2025年
  - 5月1日 - 定額制動画配信サービス「GAORAオンデマンド」開始[12]。

## 専属アナウンサー

### 過去の専属アナウンサー
- 城野昭（2010年8月4日にスポーツ実況からの引退を発表）
- 水谷勝海
- 結城哲郎（2011年6月から2017年6月まで）

### 専属アナウンサーの特記
3名とも、専属アナウンサーとして各種スポーツの中継（プロ・アマの野球、テニス、バレーボール・Vプレミアリーグ、バスケットボール・bjリーグ等主として球技系。格闘技の中継には出演していない）に出演。
過去に所属していた城野と水谷は、ともにMBSの定年退職に伴っての移籍。アメリカンフットボールの出演はなかった。

## 主な番組
放送時間は2014年ごろまでは、
- 平日は基本として5時開始 - 翌朝3時終了。ただしメンテナンスの関係で月曜日は野球・NFLのシーズン中は火曜日未明1時、それ以外は同0時、ないしは0時30分に終了するほか、プロ野球中継など、完全録画中継で放送される場合などがある場合、開始・終了時間が変更されることもある。
- 金曜日と土曜日は5時を基点として終夜24時間放送。
- 日曜日は5時基点 - 深夜は放送する内容にもよるが、概ね2時から2時半までには終了する。
  - ただし、NFL開催期間中の9 - 1月の日曜日深夜と年末年始・選抜高等学校野球大会期間の春休みの間=月曜除く（2008年の場合）、および2009年以後の祝日の前日や、テニスの主要大会の中継が行われる日は午前5時を基点とした終夜放送となる。

となっていたが、2015年ごろからテニス中継の強化などもあり事実上ほぼ終日放送となり、休止は火曜未明（月曜深夜） - 早朝（概ね、火曜日の午前1 - 7時）が主となっている

### 吉本興業
- 吉本興業の劇場中継をはじめとする吉本所属のお笑い芸人が出演するバラエティ番組（吉本新喜劇中継、baseよしもと→5upよしもと→よしもと漫才劇場所属の若手芸人出演番組など）。主にMBS制作の番組が放送されるが、それ以外にもGAORAが独自に制作した番組も放送されている。

### 野球
★は初回放送
- プロ野球中継
  - GAORAプロ野球中継

※阪神戦については、巨人戦でJNN系列の中継があるカードはトップ&リレー中継と完全ノーカット録画中継（映像は地上波ではなくTigers-ai制作のもの<以前はサンテレビジョンの中継を入れていた>）、それ以外はスカイAと同内容の中継を日程を調整して放送する。（一方のチャンネルが生中継なら別のチャンネルが録画中継する）また、MBSが放映権を持っている試合の場合は、MBSの本放送が録画中継の場合に限り、MBS制作の映像を使って中継される（一部例外あり）。なお、阪神甲子園球場・京セラドーム大阪以外の球場で開催される阪神戦についてはサンテレビジョン制作の中継を放送することがある（稀にABCがサンテレビと共同制作する中継も有る）。
- 2004年まではスカイAで放送されない大阪近鉄の試合も数試合放送していた。（テロップは大阪ドームのものを使用し、スタッフはMBS放送時と同じ。MBSで中継がある場合はそのままのスタッフ、テロップで中継）
- 選抜高等学校野球大会完全中継
- みんなの甲子園
- 野球情報番組
  - トラツボ〜タイガースキャンプ情報〜
  - 亀ちゃんのタイガースに檄!（月22:00 - 22:30★、火17:00 - 17:30ほか）
  - 猛虎ファイル'06（MBS、月1回）
  - ぷちトラ!（タイガース戦生中継開始15分前)
  - ファイターズ試合直前LIVE（2022年から、土曜・日曜・祝日の北海道日本ハムファイターズ主催試合前の練習模様を生放送。おおむね試合開始4時間前から2時間放送。なお、セ・パ交流戦の阪神主催試合が行われた2022年6月3日も、「ファイターズ試合直前LIVE in 甲子園」として放送した[13]。）
  - 北海道日本ハムファイターズ関連において、MBSと同じJNN系列局である北海道放送(HBC)制作の特別番組を放送することがある。HBCとGAORAの共同制作とし、両局で放送の後に特典映像をつけてDVD発売とする場合もある。
  - 2005年に阪神タイガースがセ・リーグ優勝した際は、優勝決定日（9月29日）の深夜にMBSテレビで放送された特別番組『阪神優勝したよん!ドリームズカムつるー 朝まで緊急生特番SP』をMBSテレビと同時放送した。
- ファイターズ、タイガースキャンプ情報

### アメリカンフットボール
- 関西学生アメリカンフットボール
  - KANDEN FLASH BOWL SERIES
    - 従来、よみうりテレビ・毎日放送・サンテレビ（2006年のみ）のディレイ放送が中心で生中継は年1回程度だった。読売テレビ制作の試合は、後に日テレG+に移行している。

### サッカー
- FIFAフットボール・ムンディアル（2010年7月まで「ワールドサッカーマガジン」のタイトルで放送）
- ブンデスリーガ（バイエルン・ミュンヘン戦ホーム&アウェイ全試合。2008/09シーズンはFCバイエルン・ミュンヘンTVとして放送）
- ドイツカップ
- アフリカネイションズカップ2010（解説に本並健治、名良橋晃、橋本英郎(現役選手：ガンバ大阪、サッカー日本代表)、ラモス瑠偉、ゼムノビッチ・ストラヴゴの多彩な顔ぶれを起用）
- 2014 FIFAワールドカップヨーロッパ予選（ドイツ・オランダの代表に関係する試合を生中継）[14]
- GAMBA TV〜青と黒〜（ガンバ大阪の応援番組。MBSから数日遅れで放送）
- メジャーリーグサッカー（2025年6月2日より毎節現地月曜開催試合を録画放送）

### モータースポーツ
- インディカー・シリーズ
- インターコンチネンタル・ラリー・チャレンジ
- NASCARカップシリーズ（2023年シーズンからシリーズ戦の一部を放送）

### 格闘技
- 全日本プロレスALLJAPAN B-Banquet
- DRAGON GATE
  - DRAGON GATE〜無限大 infinity〜
  - ドラゴンゲート どらげー通信
- ファイティングエンターテインメント WRESTLE-1
- OZアカデミー 女子プロレス
- 究極KOバトル Krush
- 小林聡 KICKBOXING ZONE
- K-1 WORLD GP
- バトルエンターテインメント ZST
- New Generation 新空手
- バトルアーカイブス
- また、携帯電話サイト「GAORAプロ格KING」では、GAEA JAPAN、JDスター、リキプロの情報も配信している。

### ゴルフ
中継番組
（JAPAN GOLF TOURおよびJLPGAツアーについてはMBS・TBS系列でも放送している。2018年現在）
- JAPAN GOLF TOUR
  - ダンロップフェニックストーナメント（宮崎放送との共同制作。毎年11月、宮崎・フェニックスCC。なお、過去にはBS-i（現・BS-TBS）、系列外の秋田放送でも放送されていたことがある）
  - 以下は系列局制作で後日時差放送されるもの
    - 中日クラウンズ（CBCテレビ制作、毎年4月 - 5月、愛知・名古屋GC和合コース）[15]
    - 長嶋茂雄Invitational セガサミーカップゴルフトーナメント（北海道放送制作、毎年7月、北海道・ザ・ノースカントリーGC）[16]
- JLPGAツアー
  - マスターズGCレディース（毎年10月、兵庫・マスターズGC。地上波は基幹系列局=MBS・TBS・HBC・CBC・RKB他のみ）
  - TOTOジャパンクラシック（LPGA公式戦、毎年11月、2018年は滋賀・瀬田GC北コースで開催）
  - 以下は系列局制作で後日時差放送されるもの
    - ほけんの窓口レディース（RKB毎日放送制作、毎年5月、福岡・福岡CC和白コース）[17]
- その他
  - THE QUEENS presented by KOWA（毎年12月、愛知・三好CC西コース）

レッスン
- Aloha! ゴルフコース
- ごるふる（MBSと共同制作）
- 田中秀道・シングルへの道（山口県のケーブルテレビ局・Kビジョン製作）

### バレーボール
- SVリーグ

Vリーグ時代の2004-05シーズンより放送開始。同一試合会場での1〜3試合を生中継（編成上撮って出しの場合あり）。
- ブレイザーズ@TV（日本製鉄堺ブレイザーズ応援番組）
- 心つなげ!岡山シーガルズ（岡山シーガルズ応援番組）

- 日韓Vリーグトップマッチ
- 黒鷲旗全日本男女選抜バレーボール大会

ベスト4による準決勝と決勝戦の模様を試合開始から完全実況生中継。
- ビーチバレー
  - JBVグランドスラム美浜大会
  - ワールドツアーin大阪

### スポーツ全般
- トランスワールドスポーツ
- WTCサーフィン・国際ヨットレース・ボルボ・オーシャンレースなどマリンスポーツ
- プロフィギュアスケート
- 日本女子ソフトボールリーグ(1部) 一部の大会を自主制作で放送するが、愛知県で行われる大会については、東海デジタルネットワークセンター加盟のケーブルテレビ局制作・配給のものを放送することがある。
- ラクロス国際親善試合
- 泉州国際市民マラソン（日本ケーブルテレビ連盟近畿支部制作）
- 全日本トライアスロン宮古島大会
- スノボしようよ!
- 角田信朗チャンネル〜魂のもと〜
- レッドブル・エアレース
- that's ばらん
- TTRワールドスノーボードツアー
- B.LEAGUE
- 川崎漁業組合（MC：川崎憲次郎　ケーブルテレビ佐伯製作）

### フィットネス
- フィットネスNOW
- ジョイント・ウェルネス
- 中尾和子のいつでもどこでもダイエット
- いきいき健康体操〜めざせ!アクティブシニア〜
- めざせ美BODY!yasuyoのおうちでピラティス

### MBS番組
毎日放送が親会社であるため、同局制作の番組も放送されている。現在GAORAで主に放送されているの番組は以下のもので、全て吉本興業の制作協力によるもの（出演者の大半も吉本タレント）。かつてはその他にも多数放送されていたが、局の方針変更などで減少し、現在はごくわずかとなっている。過去の番組も参照。
なお、毎日放送はアニメを多数制作・放送しているが、GAORAではスポーツや吉本興業のバラエティ番組を中心とした編成となっているため、アニメは開局以来放送されたことはない（TBSチャンネルや他のアニメ専門チャンネルで放送される）。
レギュラー
- よしもと新喜劇
- 痛快!明石家電視台
- ごぶごぶ
- かまいたちの知らんけど
- MBSドラマセレクション（2021年12月開始）
  - ピュア・ラブ（現在は第2シーズンを放送）[18]
  - 土俵ガール![19]

単発
- 吉本陸上競技会（年1回）
- オールザッツ漫才（1996年度・2019年度の回を放送）

不定期
- らいよんチャンネル（MBS・TBS系番組の番宣ミニ番組。番組中のCMタイムに挿入される）

### その他
- Let's 健康
- テレビショッピング(マニフィカ ダイレクト（旧住商HSNダイレクト）
- CHACK!（内容はテレビショッピング番組）

### 特記
スポーツ中継で生放送される試合（プロ野球、アメリカンフットボール、テニス、ゴルフなど）が予定の放送終了時刻より早く試合が終わった場合フィラーとして、スポーツ番組の再放送などを送る場合がある。その場合、CM中を除き「この時間の中継は終了しました。」のクレジットを画面上部に入れる（以前は、プロ野球中継の場合「○○　△ － ▲ ●●」と、試合の結果が表示されていた）。なお、通販番組を放送する場合はこれらの字幕は出していない。

## GAORAでの放送が終了した番組

### 野球番組

#### プロ野球中継
- 熱パ プロ野球中継（日本ハムファイターズ戦（東京ドーム時代、TCN制作協力、一部テレビ埼玉で放送）、近鉄バファローズ戦（大阪ドーム、藤井寺球場、日生球場）が主。オリックス・ブルーウェーブ戦（グリーンスタジアム神戸）も少々放送していた。）
- ヤクルトスワローズ対阪神タイガース戦(神宮球場)※1998年まで年2〜4試合放送していた。1999年よりスカイスポーツ(→Jスカイスポーツ→J SPORTS)へ移行、現在は（フジテレビ739→）フジテレビONE（現・フジテレビONE スポーツ・バラエティ）で放送
- 真剣勝負!プロ野球交流戦 交流戦初年の2005年のみ使用されたタイトル
- 檄! 阪神タイガース中継 2008年まで使用されたタイトル
- なまら! 北海道日本ハムファイターズ中継 2008年まで使用されたタイトル
- アクティブ!ベースボール

#### アマチュア野球
- 社会人野球中継（都市対抗、日本選手権）

※日本選手権は準々決勝以降の試合を生中継。都市対抗野球はプロ野球中継との兼ね合いで以前は準々決勝以降原則全試合生中継も一部試合が録画で放送されることがあった。2006年からの都市対抗は全試合中継（一部録画で当日深夜か翌日の早朝に放映）される。又、2003年以後の選抜高校野球も一部の開催日、日本ハム主催デーゲーム試合中継のため、試合後の録画中継となる場合もある。
都市対抗は製作クレジットは「東京ケーブルネットワーク」単独。ただし2011年は関東以外で初となる京セラドーム大阪での開催となったため、主導をGAORA/毎日放送に譲るが、TCN/TCPが製作協力団体でクレジットされているため、実況の大半は平年の東京ドーム開催に同じメンバーであった。その後、JSPORTSへ移行。
- 東京六大学野球中継（日テレG+を経て現在はスカイAスポーツプラスで中継　1990年代始めにJCTV系のパワーチャンネル=当時土曜・日曜はスポーツ中心の編成だった=で生放送されていたが、MTVへの移行に伴い、JCTV協力の下でGAORAが中継を担当していた。中継映像を使用したTVKテレビ製作のダイジェストも放送されていた）
- 関西学生野球中継（現在は地上波KBS京都で中継）

### サッカー
- ポルトガルサッカー中継
- オランダサッカー1部リーグ・エールディビジ
- 週刊サッカー・ナビ
- Jリーグ中継 - 1997年、ジュピター・プログラミング（現ジュピターテレコムメディア事業部門）がCS放映権を保有しながらもスポーツ専門チャンネルが当時なく、中継をするに制限があった（CSN1 ムービーチャンネル内で「CSN1 J SPORTS」という番組として各節1試合のみ生放送した）ための処置として、GAORAとスカイ・エーにもサブライセンスする形で放映を行った。

### テニス
日本の専門チャンネルの中では、WOWOWはグランドスラム、GAORAはATP男子ツアー中心と棲み分けて放送していたが、U-NEXTが2025～2029シーズンのATPツアー独占配信契約を締結したことに伴い、WOWOWでのATPツアー中継・配信及びGAORAでのATPツアー中継は2024シーズンをもって終了。WOWOWは2025シーズン以降もグランドスラムの中継・配信を継続するが、GAORAは2024シーズンをもってテニス中継から完全撤退した。
テニスコンテンツについては、かつてGAORAの親会社である毎日放送がJスカイB（のちにスカパー!へ統合）向けのテニス専門チャンネル「Tennis TV」（ソニーと共同運営）を開局していたが、それが閉局し事実上「Tennis TV」のコンテンツを委譲したことによる（JスカイB・株主系委託放送事業者の詳述参照）。
2024シーズンで放送していた大会・番組
- ATPワールドツアー マスターズ1000
- ATPワールドツアー500
- ATPワールドツアー250の一部
- ATPファイナルズ
- NEXT GEN ATPファイナルズ

2023シーズン以前に放送していた大会・番組
- ウィンブルドンダブルス
- ウィンブルドンクラシック
- ATP（男子）
- WTA（女子）
- 東レ パン・パシフィック・オープン・テニストーナメント
- ジャパン・オープン・テニス選手権
- 日本リーグ
- ネイションズシニアカップ
- GAORAテニス情報局
- ATPテニスショー
- ATPテニスマガジン（ATP公式情報番組：Uncovered）
- SOFT TENNIS JAPAN（ソフトテニス）

### モータースポーツ
- NASCAR ウィンストンカップ・シリーズ
- モトバトル（バイク）（旧名：ロックオン）
  - 全日本ロードレース選手権、全日本モトクロス選手権、FIM世界耐久選手権など
- スーパー耐久シリーズ
- FIA世界ツーリングカー選手権（WTCC）

### その他スポーツ
- NFL
  - 2015年シーズンまで放送した[28]。
- NFLヨーロッパ
  - 各節1試合放送。実況・解説はNFLと同じだった。
- 甲子園ボウル
  - 従来、毎日放送のディレイ放送であったが、2008年は初めて生中継を実施。2009年からはNHK BS1に移行。その後は開局前も含めてMBSでの過去中継分を放送している。
- 淡路島女子駅伝
- プロボクシング中継
  - フレッシュボクシング
  - メガトンファイト
  - USAボクシング
  - 現在は休止している。解説者は高橋ナオトだった。
- プロ格KINGシリーズ
  - プロレスKING
    - みちのくプロレス、KAIENTAI DOJO、センダイガールズプロレスリングといった各団体の試合を放送

  - 格闘KING
    - 全日本キックボクシング連盟、IKUSA、R.I.S.E.、シルバーウルフ、国際空道連盟大道塾といった各格闘技団体の試合を放送

  - プロ格KINGセレクション
  - プロ格KINGインフォメーション
- パンクラッシュ!PANCRASE（→その後スカイAスポーツプラスに移動し「パンクラス・ハイブリッドアワー」となる）
- GAEA G-PANIC!
- バドミントン国別対抗世界選手権（トマス杯（男子）・ユーバー杯（女子））
- プロ・バスケットボール bjリーグ（bjリーグ中継）
- プロゴルフトーナメント
  - つるやオープンゴルフトーナメント（毎年4月、兵庫・山の原GC山の原コース） - 2014年大会を最後に休止。
  - LPGAステップ・アップ・ツアー - 2017年現在は『スカイA ゴルフシリーズ』の一つとしてスカイAで放送

### GAORAオリジナルの吉本芸人出演番組
- 2丁目えぶり亭WACHACHALIVE→WACHACHALIVE
- 2cho-kenのガオラGAオーラ!
- baseTVボカンッ!
- baseよしもとアッカン!べーす
- ベリーベリー!base
- 麒麟・千鳥の二笑流TV
- 銀シャリのbase（5up）ベイベー
- 千鳥のぼっけぇTV!
- よりぬきうめだ花月芝居もん
- マンゲキ発信!BUZZってミキ!

### MBS制作番組
（※は番組自体はMBSで継続中）
- 三枝・きよし興奮テレビ
- 満開!ハッスル家族
- 新・たかじんが来るぞ
- たかじんONEMAN
- なにわ友あれ赤井英和
- 暴ロンブー
- 爆烈!シャンプー
- ココリコ海上火災
- 今夜はえみぃ〜GO!!
- クヮンガクッ
- ?マジっすか!
- 新喜劇フー!!(不定期)
- 情熱大陸※一時期GAORAで再放送していた
- 真珠の小箱
- ジャイケルマクソン

SVN時代も参照。

### その他
- CM INDEX（CSではホームドラマチャンネル（かつては朝日ニュースター）でも放送。地上波ではU局のTOKYO MXやKBS京都などでも放送）
- 四天王寺ワッソ(毎年11月3日)
- ドラGO!(テレビ東京系)
- 森脇伝説（KBS京都）

また、2005年6月までは毎日新聞・スポニチ協力のスポーツ文字ニュースを放送開始・終了前後のフィラー番組として流していた。

### SVN時代に放送していた番組
（★は現在もMBSで放送中。☆はGAORAに改称後も継続）
MBS
- イカにもスミにも
- ☆あどりぶランド
- ☆乾杯!トークそんぐ
- ☆三枝・きよし興奮テレビ
- ☆新・たかじんが来るぞ
- ★☆痛快!明石家電視台
- 八方の4時はおまかせ
- ★☆よしもと新喜劇
- ☆花月爆笑劇場
- 想音楽園〜アコースティック・パラダイス
- ☆真珠の小箱

など。
サンテレビジョン
- ズバリ!悩みおまかせ

## GAORAで流れるCM
GAORAで放送されているCMは番宣のほかにも、フリーCM時間帯は通販関連や損害保険のCMが多く放送されるほか、親会社であるMBS・TBS（JNN）系列地上波で放送される番組のCMも放送している（この場合画面上に「MBS・TBS系で放送」という字幕がつく）。主に野球中継などの番組中に放送される。
フィラータイムには通販や富士火災（現・AIG損保）など損害保険関連が多い。
久光製薬などは、野球中継番組の中で放送されることがある（かつて、野球中継には提供スポンサーがあり、美和ロックなどが名を連ねていた）。
MBSの「らいよんチャンネル」（MBS制作のTBS系全国ネット番組やドラマ、MBSイベント『オーサカキング』などの告知やMBS推薦のミュージシャンをPRするMBS PUSH OUTなど）も放送している。また、他のCSチャンネルの番組CMを放送することもしばしばある。
一時期にはTBSの系列企業でありMBSも資本参加しているBS-i（現BS-TBS）のCMも放送していたことがある。
なおTBS系列のTBSニュースバード・TBSチャンネルでは、BS-TBSの番組宣伝は流れるものの、JNN地上波の番組宣伝が放送される機会はほとんどない。
また、ACジャパンのCMが流れることもある。

## 番組表が掲載されている新聞・雑誌

### 新聞ラ・テ欄
- 毎日新聞
- スポーツニッポン
- デイリースポーツ
- 日刊スポーツ（大阪・名古屋本社管内の東海・北陸・近畿・中四国向けのもの）
- 産経新聞（大阪本社版もの）※2011年（平成23年）7月23日付までは九州・山口特別版にも掲載されていたが、翌日（7月24日）の地上デジタル放送完全移行に伴う番組表刷新で掲載されなくなり、2011年10月1日付から掲載を再開したものの、2012年3月16日付を以って掲載終了した。
- サンケイスポーツ（大阪本社版のみ）
- 大阪日日新聞
- 北海道新聞（朝刊のみ2020年2月より掲載開始）

### テレビ雑誌
- 月刊スカパー!プレミアムサービス TVガイド（東京ニュース通信社）
- 月刊スカパー!BS・CS TVガイド（東京ニュース通信社）
- デジタルTVガイド（東京ニュース通信社）
- 週刊TVガイド（東京ニュース通信社。一部地域版のみ日替わり番組表に掲載）
- 月刊ザハイビジョン（角川マーケティング）

## 動画配信
GAORAで放送されるスポーツコンテンツは以下の動画配信サービスでリアルタイム配信を行っているが、権利の都合により一部配信されないコンテンツも存在する。

### GAORA ZERO
GAORA ZEROは2022年9月6日より開始したリニア型動画配信サービスであるRチャンネルで展開する配信チャンネルである。

### GAORA Bros.
GAORA Bros.は2018年5月22日から2024年4月16日までGAORAが手掛けてきた、ネットテレビ配信サービスである。
2018年5月22日、music.jpにてサービス開始（現在は終了）。
7月3日、Amazon Prime Videoチャンネルにて開始（現在は終了）。
2019年4月15日、dTVチャンネルにて開始（現在は終了）。
2021年4月16日、Huluにて開始（2024年4月16日に終了、同時にGAORA Bros.のサービスも全て終了となる。）。
2022年2月25日、U-NEXTにて開始（2024年2月24日に終了）。